# 虛位移

粒子的運動軌道與虛軌道分別為與。在位置、時間，虛位移為。兩種軌道的初始位置與終止位置分別為與。

在分析力學裏，保持時間不變，虛位移是符合約束條件的無窮小位移。由於任何物理運動都需要經過時間的演進才會有實際的位移，所以稱保持時間不變的位移為虛位移。
如右圖，假設一個粒子的運動軌道是{\displaystyle x(t)}，另外一條不違反約束條件的路徑是{\displaystyle x'(t)}，則在時間{\displaystyle t_{1}}，虛位移是{\displaystyle \delta x=x'(t_{1})-x(t_{1})}。
假設一個位置向量{\displaystyle \mathbf {r} _{i}}是廣義坐標{\displaystyle q_{1},q_{2},\dots ,q_{N}}與時間{\displaystyle t}的函數，{\displaystyle \mathbf {r} _{i}=\mathbf {r} _{i}(q_{1},q_{2},\dots ,q_{N},t)}，則此位置向量的無窮小位移為
{\displaystyle \operatorname {d} \!\mathbf {r} _{i}={\frac {\partial \mathbf {r} _{i}}{\partial t}}\operatorname {d} \!t+\sum _{j=1}^{N}{\frac {\partial \mathbf {r} _{i}}{\partial q_{j}}}\operatorname {d} \!q_{j}}；
虛位移{\displaystyle \delta \mathbf {r} _{i}}為
{\displaystyle \delta \mathbf {r} _{i}=\sum _{j=1}^{N}{\frac {\partial \mathbf {r} _{i}}{\partial q_{j}}}\delta q_{j}}。
物理系統的運動必須符合設定的約束條件，虛位移也必須符合約束條件。例如，假設一個彈珠被約束地只能移動於一個直立的圓圈。它的位置可以用角坐標{\displaystyle \theta }表示所在地點的角度。如果彈珠是在圓圈的頂端，將彈珠從高度{\displaystyle z}往上移至高度{\displaystyle z+dz}會違反約束條件，唯有可能的虛位移是將彈珠從位置{\displaystyle \theta }移至{\displaystyle \theta +\delta \theta }；這裏，{\displaystyle \delta \theta }可以是正數或負數。
特別注意，虛位移只是空間位移；時間是固定的。雖然某一數值是空間與時間的參數，當計算此數值的虛全微分時，完全不考慮時間的相關性，也就是說{\displaystyle \delta t=0}。

## 參閱
- 虛功
- 達朗貝爾原理
- 拉格朗日力學
- 哈密頓力學